# IPad (6e génération)
Ne doit pas être confondu avec iPad Air 2.
L'iPad de sixième génération est une tablette tactile conçue, développée et commercialisée par Apple et tournant sous iOS 11. Elle a été présentée par une Keynote le 27 mars 2018. 
Elle remplace l'iPad de 5e génération.